# Treuter Mountains
Treuter Mountains är en bergskedja i Kanada.   Den ligger i territoriet Nunavut, i den nordöstra delen av landet, 3 400 km norr om huvudstaden Ottawa.
Trakten runt Treuter Mountains är permanent täckt av is och snö. Trakten runt Treuter Mountains är nära nog obefolkad, med mindre än två invånare per kvadratkilometer.